# Waiko Möbelwerke
Die Waiko Möbelwerke GmbH & Co. KG waren ein Hersteller von Büromöbeln im ost-württembergischen Durlangen. Der spätere Geschäftsführer Egon Waibel gründete das Unternehmen 1955 als mehrstufigen Holzverarbeitungsbetrieb mit Sägewerk. Im Laufe der Zeit entwickelte sich Waiko zum Gesamtlösungsanbieter für Büroausstattungen.
Mit 150 Mitarbeitern 1959 und Verkaufsstandorten in Hamburg, Berlin, Bremen und Düsseldorf avancierte das Unternehmen schnell auf 350 Beschäftigte. 1982 waren 600 Mitarbeiter bei der Waiko Möbelwerke GmbH & Co. KG beschäftigt.
Bis Anfang der 1990er Jahre wurde Waiko zu einem der drei größten Büromöbelhersteller in Deutschland mit Zweigwerk in Bröckingen und Niederlassungen im europäischen Ausland. Zu dieser Zeit beschäftigte Waiko 640 Mitarbeiter mit einem Jahresumsatz von 96 Mio. DM und war einer der größten Arbeitgeber im Ostalbkreis.
Mitte der 1990er Jahre kam Waiko nach schneller Expansion in wirtschaftliche Schwierigkeiten und musste schließlich Insolvenz anmelden. Zum 1. Oktober 1996 übernahm dann Steelcase Strafor SA aus Straßburg, ein Gemeinschaftsunternehmen des international größten Büromöbelherstellers Steelcase Inc. in Grand Rapids/Michigan, und des französischen Mischkonzerns Strafor Facom SA, Straßburg, die Waiko Möbelwerke GmbH & Co. KG.
Eine Zeit lang wurde Waiko als eigenständige Firma weitergeführt und später mit dem ebenfalls von Steelcase erworbenen Hersteller Werndl verschmolzen. Der Name Waiko blieb jedoch durch den Kauf der Namensrechte im Rahmen der Firma Kühnle-Waiko in Fichtenberg erhalten.